# Havelpark Dallgow
Der Havelpark Dallgow (Eigenschreibweise: HavelPark Dallgow) ist ein Einkaufszentrum in Dallgow-Döberitz. Es wird von ECE Group betrieben. Das Center besteht aus Fachmärkten, Fachgeschäften und Dienstleistern.

## Geschichte

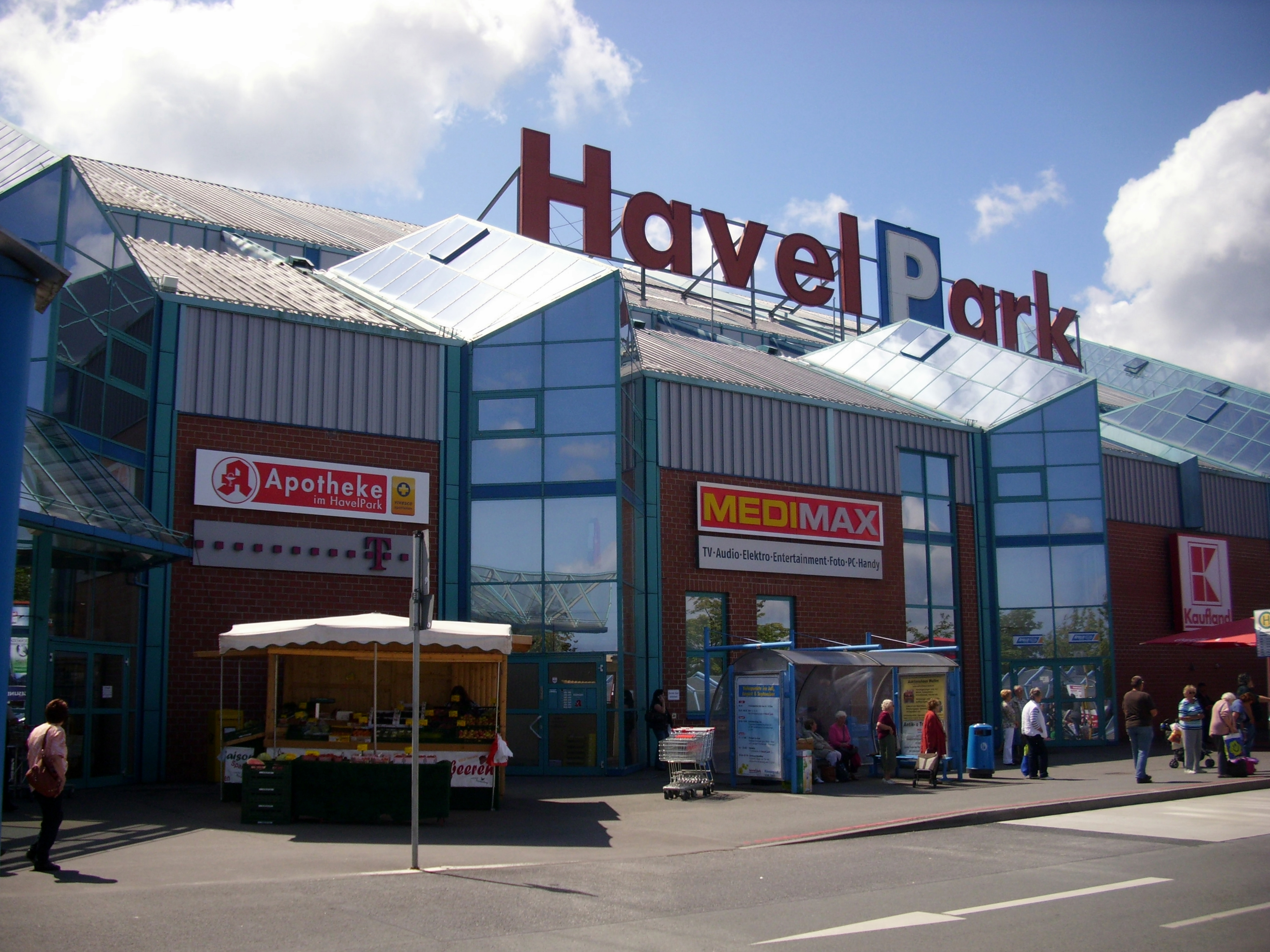
Havelpark

Der im Jahr 1995 eröffnete Havelpark besteht aus zwei Etagen, hat eine Gesamtfläche von 56.500 m² und beherbergt 79 Geschäfte, darunter einen Kaufland- und ein MediMax-Markt, sowie verschiedene Büroräume. Seit der Eröffnung gab es mehrere Umbauten, wobei rund 50 Einheiten umgebaut wurden. Den Besuchern stehen 3400 Parkplätze sowie eine Tankstelle zur Verfügung. Der Havelpark wurde ab 2018 äußerlich komplett renoviert und modernisiert. 